# 植村敏夫
植村 敏夫（うえむら としお、1908年3月28日 - 1995年5月5日）は、日本のドイツ文学者。
宮崎県宮崎市郊外に生まれる。1932年東京帝国大学独文科卒。NHK勤務。満州国建国大学助教授。戦後、NHK嘱託。文化放送教養部長、1966年「ゲーテと音楽」で日本大学文学博士、日本大学法学部教授。1979年定年退任。1995年5月5日、肺炎のため死去。

## 著書
- 音楽とゲーテ 朝日出版社 1972
- 大作曲家の愛とその作品 日本放送出版協会 1979.11 NHK音楽シリーズ
- 詩と音楽 音楽は言葉にならなかった詩 三修社 1986.4

## 翻訳
- クヌルプ ヘルマン・ヘツセ 春陽堂 1933 世界名作文庫
- 傀儡師 シュニッツラー短編全集 第4巻 河出書房 1937
- 女の水車小屋 ブルンク 万里閣 1940
- 惜春の賦 ヘルマン・ヘッセ 万里閣 1940
- 夢と愛の小説 シュニッツラア 万里閣,1940
- 美しき青春 ヘルマン・ヘッセ 1941.6 改造文庫
- 赤道のかなた ヘルマン・ヘッセ 大沢築地書店 1942
- 蝶の生活 フリードリヒ・シュナック 教材社 1942
- ドイツ・リード 詩と音楽 オスカー・ビー 音楽之友社 1960
- ドン・ジョヴァンニ ヴォルフガング・アマデウス・モーツァルト作曲 青木爽共訳 世界歌劇全集 第2 音楽之友社 1966
- ヘッセ詩集 1968 旺文社文庫

## 参考
- 「音楽とゲーテ」著者紹介文